# Städtisches Waldstadion
Städtisches Waldstadion, eller Scholz Arena på grund av sponsoravtal, är en multifunktionell arena i Aalen, Baden-Württemberg, Tyskland. Den används för närvarande[när?] mest till fotbollsmatcher och är hemmaarena för VfR Aalen. Arenan har en kapacitet på 14 500 åskådare.

## Kapacitet
| Område                              | Antal                         |
| ----------------------------------- | ----------------------------- |
| Sittande (Norra och södra läktaren) | 4 685 (tak)                   |
| Stående (Östra och västra läktaren) | 9 815 (varav 3 335 under tak) |
| Totalt                              | 14 500                        |